# Max Schlosser (Sänger)

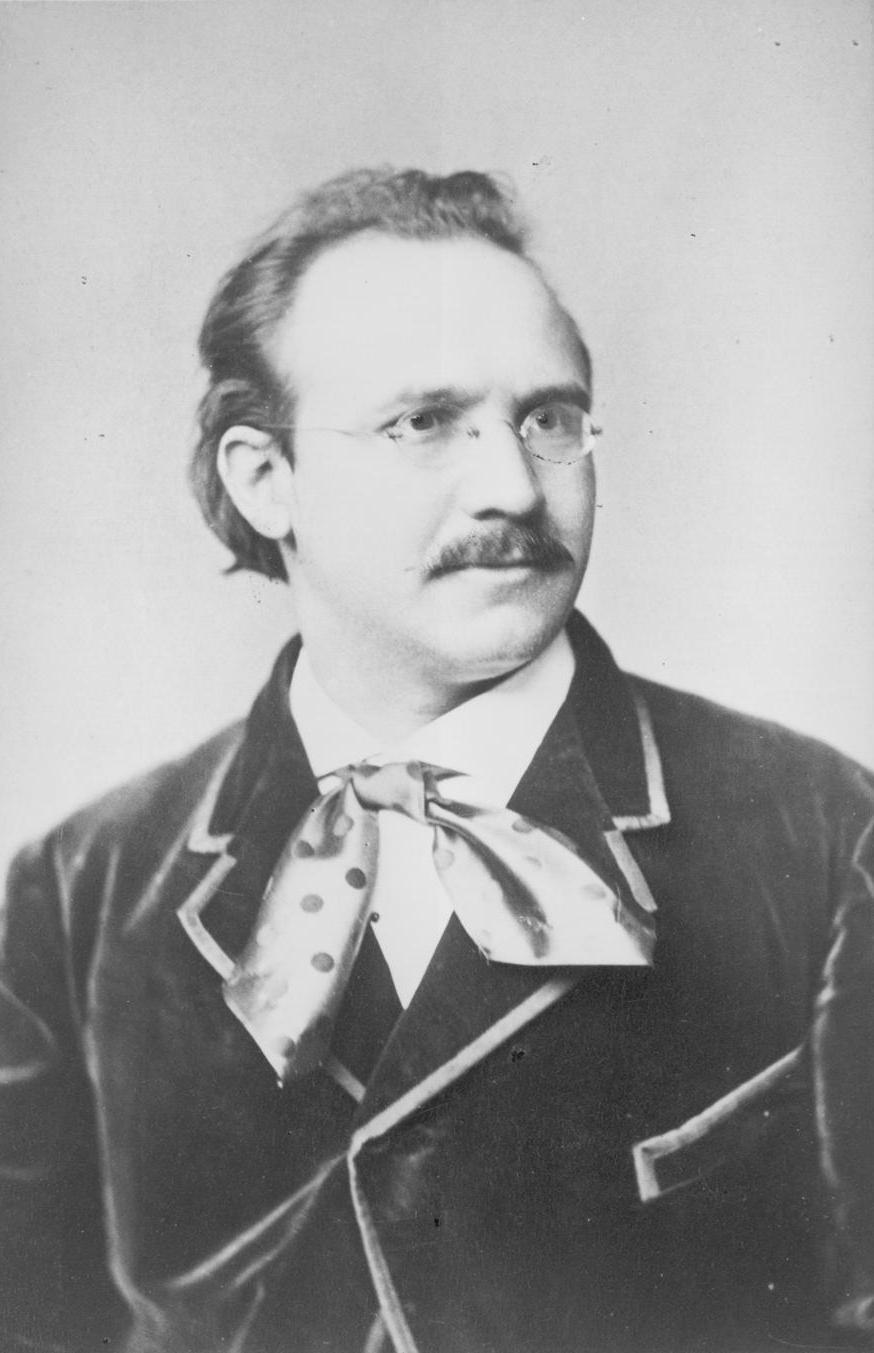
Schlosser (vor 1877)

Max Schlosser (bürgerlich Jakob Maximilian Theobald Schlosser; * 17. Oktober 1835 in Amberg; † 2. September 1916 in Utting am Ammersee) war ein deutscher Opernsänger (Tenorbuffo).

## Leben
Max Schlosser wurde in Amberg / Oberpfalz als 3. Kind von Johann Jakob Schlosser, Privatscribent in Amberg, und der Anna Sölch geheiratet, einer Tochter des Regensburger königl. Regierungs-Registrator-Gehilfen Joseph Sölch. Es waren insgesamt fünf Kinder: Augusta (* 1831), Joseph Theobald (1833), Max, Anna Louise (* 1837), alle in Amberg geboren, dann noch Eduard, geb. am 17. Juni 1839 in Hirschau – auch aus ihm sollte später ein bekannter Sänger werden.
Um 1846/47 zog die Familie von Hirschau nach Regensburg. Max besuchte dort die Königliche Lateinische Schule, später erhielt er seines Gesangstalentes wegen einen Freiplatz im Königlichen Musik Seminar St. Emmeram.
Mit 17 Jahren wechselte er nach Bayreuth und hatte Unterricht bei dem Opernsänger (Tenor) und Theaterdirektor Anton Bömly. Erste Engagements hatte Schlosser in Bamberg und Bayreuth, weiter in Bad Kissingen (in Johann Nestroys Zaubersingspiel Der böse Geist Lumpacivagabundus), in Hildburghausen (Fra Diavolo) und Rudolstadt. Es folgten Auftritte in Dillingen an der Donau, Zürich, St. Gallen und Augsburg.
Eben dort verliebte er sich in die Tochter eines Bäckermeisters, der es vor einer Vermählung zur Bedingung machte, dass der künftige Schwiegersohn ein „anständiges Handwerk“ erlerne. Deswegen ging Schlosser bei einem Meister in Regensburg in eine Bäckerlehre, durfte dann heiraten und übte diesen Beruf vier Jahre lang in Augsburg aus.
Auf Empfehlung seines Freundes Rüthling sang er 1868 Richard Wagner und Hans von Bülow vor, die die Besetzung für die Uraufführung der Meistersinger zusammen stellten und wurde sofort engagiert. Er wirkte am 21. Juni 1868 als David in der Uraufführung der Meistersinger von Nürnberg mit, desgleichen am 22. September 1869 als Mime in der Uraufführung von Das Rheingold und 1888 als Bote in der posthumen Uraufführung von Wagners früher Oper Die Feen. Schlosser gab den Mime in der ersten vollständigen Aufführung des Zyklus Der Ring des Nibelungen 1876 bei den Bayreuther Festspielen und 1882 in London. Weitere Rollen seines Repertoires waren Graf Almaviva in Rossinis Der Barbier von Sevilla, Max in Carl Maria von Webers Der Freischütz, Lionel in Friedrich von Flotows Martha und die Bariton-Rolle des Beckmesser in den Meistersingern.

## Repertoire und Stimmlage
Schlosser ist vor allem als Wagner-Sänger bekannt. Darüber hinaus beherrschte er nachweislich 230 verschiedene Rollen in 202 Stücken von 122 Komponisten, hinzu kamen unzählige Partien aus Oratorien, Passionen, Lieder, vertonte Gedichte und anderes mehr. Seine berühmtesten Bühnengestalten waren der zwergwüchsige Schmied Mime in Wagners Ring des Nibelungen sowie der Lehrbub David in den Meistersingern von Nürnberg.
In seinen Anfangsjahren sang und spielte Max Schlosser zwar auch vereinzelte Baritonrollen, entwickelte sich aber rasch zum Tenorbuffo. Im Alter wurde die Stimme wieder tiefer und Schlosser trat nun mehr im Schauspiel als in der Oper auf. Den Anfang dieser Entwicklung machte er als Ratsschreiber Hainstöckel in Martin Schleichs „Letzte Hexe“ am 2. März 1892 im Hoftheater und vollzog „damit seinen Uebergang von der Oper, als deren Mitglied er solange Jahre recht verdienstvoll gewirkt hat, zum Schauspiel – mit großem Glück, wie wir gleich bemerken wollen.“

## Ruhestand und letzte Jahre
Schlossers letzte Auftritte als offizielles Ensemblemitglied des Kgl. Hof= & National=Theaters waren am 15. September 1895 ein brabantischer Edelmann im Lohengrin und am 25. September der Hirte in Tristan und Isolde. Am 1. Oktober 1895 trat er in den Ruhestand.
Er blieb seinem Publikum aber erhalten und sang viele Jahre weiterhin als Gaststar im Hof-Theater. Außerdem führte Schlosser mehrere Mal Regie und unterrichtete am renommierten Privatconservatorium des königl. Hofopernsängers Heinrich Hermann die Fächer „Regieführung“, „Bühnentechnik“ und „Dramatisches Zusammenspiel“.
Von seinem Gesangspublikum verabschiedete sich Schlosser mit der Partie des Nachtwächters in den Meistersingern während der Sommerfestspiele 1902 des Prinzregententheaters – so die Darstellungen in der Literatur. Nachweislich trat er aber am 25. Februar 1906 erneut ins Rampenlicht und spielte den alten Haushofmeister Pankratius im Wildschütz (Münchener Hoftheater). Ebenfalls dort fand sein tatsächlich letzter öffentlicher Auftritt am 21. Juni 1908 statt, er gab den Nachtwächter in den Meistersingern von Nürnberg.
Die Familie konnte am 15. April 1914 in München die Goldene Hochzeit des Sängers und seiner Frau feiern.
Wenige Wochen vor seinem 81. Geburtstag, am Samstag, den 2. Sept. 1916, erlag Max Schlosser in seinem Uttinger Haus einem Leberleiden. Er wurde am 6. September auf dem Münchener Ostfriedhof bestattet. Seine Frau Therese Schlosser überlebte ihn 7 Jahre lang und verstarb am 14. Dezember 1923 in München.

## Auszeichnungen
2. September 1876: König Ludwig II. von Bayern verlieh dem Hofopernsänger Max Schlosser die goldene Ludwigsmedaille für Wissenschaft und Kunst. Anlass war sein Auftritt als Mime in der Uraufführung des Siegfried am 16. August 1876 im neu erbauten Bayreuther Festspielhaus. Eine sehr seltene Auszeichnung, die nach dem Tode zurückgegeben werden musste.
29. September 1895: Prinzregent Luitpold von Bayern ernannte Schlosser „aus Anlaß der jüngst abgeschlossenen Wagneraufführungen“ und wenige Tage vor seinem Ruhestand zum königlichen Kammersänger.
20. Juni 1908: Anlässlich der 40-jährigen Erinnerungsfeier an die Uraufführung der Meistersinger im Königl. Hoftheater zu München erhielt der königl. Kammersänger den Verdienstorden vom hl. Michael vierter Klasse. Prinzregent Luitpold selbst überreichte ihm den Orden im Theater.
Am 5. Mai 2023 wurde in Utting ein Fußweg nach ihm.